# Маєрс-Корнер (Нью-Йорк)
Маєрс-Корнер (англ. Myers Corner) — переписна місцевість (CDP) в США, в окрузі Дачесс штату Нью-Йорк. Населення — 10 598 осіб (2020).

## Географія
Маєрс-Корнер розташований за координатами 41°35′53″ пн. ш. 73°52′23″ зх. д. / 41.59806° пн. ш. 73.87306° зх. д. (41.598119, -73.873148).  За даними Бюро перепису населення США в 2010 році переписна місцевість мала площу 13,09 км², з яких 12,99 км² — суходіл та 0,10 км² — водойми.

## Демографія
Згідно з переписом 2010 року, у переписній місцевості мешкало 6790 осіб у 2305 домогосподарствах у складі 1931 родини. Густота населення становила 519 осіб/км².  Було 2369 помешкань (181/км²).
Расовий склад населення:
| - 83,4 % — білих - 7,1 % — азіатів - 5,0 % — чорних або афроамериканців - 0,2 % — корінних американців - 2,3 % — осіб інших рас |

До двох чи більше рас належало 2,1 %. Частка іспаномовних становила 10,0 % від усіх жителів.
За віковим діапазоном населення розподілялося таким чином: 23,9 % — особи молодші 18 років, 60,9 % — особи у віці 18—64 років, 15,2 % — особи у віці 65 років та старші. Медіана віку мешканця становила 43,6 року. На 100 осіб жіночої статі у переписній місцевості припадало 96,8 чоловіків;  на 100 жінок у віці від 18 років та старших — 93,5 чоловіків також старших 18 років.
Середній дохід на одне домашнє господарство  становив 111 402 долари США (медіана — 97 500), а середній дохід на одну сім'ю — 122 678 доларів (медіана — 102 917). Медіана доходів становила 62 332 долари для чоловіків та 52 250 доларів для жінок. За межею бідності перебувало 3,6 % осіб, у тому числі 2,5 % дітей у віці до 18 років та 3,9 % осіб у віці 65 років та старших.
Цивільне працевлаштоване населення становило 3544 особи. Основні галузі зайнятості: освіта, охорона здоров'я та соціальна допомога — 29,9 %, роздрібна торгівля — 12,1 %, науковці, спеціалісти, менеджери — 12,0 %.